# Weer
Weer è un comune austriaco di 1 515 abitanti nel distretto di Schwaz, in Tirolo.